# Prima Lega 2008-2009 (Kuwait)
La Kuwait Premier League 2008-2009 è la 47ª edizione della massima competizione nazionale per club del Kuwait, la squadra campione in carica è l'Al Kuwait Kaifan.

## Squadre partecipanti
| Club                | Coach            | Nazionalità        | Città             | Stadio                        | stagione 2007-2008 | Note                                                                                    |
| ------------------- | ---------------- | ------------------ | ----------------- | ----------------------------- | ------------------ | --------------------------------------------------------------------------------------- |
| Kazma Sporting Club | Marinko Koljanin | Croazia (bandiera) | Madinat al-Kuwait | Al-Sadaqua Walsalam Stadium   | 5°                 |                                                                                         |
| Qadsia              | Mohammed Ibrahem | Kuwait (bandiera)  | Madinat al-Kuwait | Mohammed Al-Hamad Stadium     | 2°                 | Qualificata Arab Champions League 2008-09 Qualificata Coppa dei Campioni del Golfo 2008 |
| Kuwait              | Dragan           | Serbia (bandiera)  | Madinat al-Kuwait | Al Kuwait Sports Club Stadium | Campione           | Qualificata AFC Cup 2009 Qualificata Arab Champions League 2008-09                      |
| Salmiya             | Mihai Stoichiţă  | Romania (bandiera) | Al Salmiya        | Thamir Stadium                | 3°                 | Qualificata Coppa dei Campioni del Golfo 2008                                           |
| Al Tadamon          | Rashid Budaj     | Kuwait (bandiera)  | Farwaniya         | Farwaniya Stadium             | 6à°                |                                                                                         |
| Al-Arabi            | Ahmed Khalaf     | Kuwait (bandiera)  | Mansuriyah        | Sabah Al Salem Stadium        | 4°                 | Qualificata AFC Cup 2009 Qualificata Arab Champions League 2008-09                      |
| Al Shabab           | Goran            | Serbia (bandiera)  | Al-Ahmadi         | Al-Ahmadi Stadium             | Promossa           |                                                                                         |
| Al Naser            | Maher Al-Shemari | Kuwait (bandiera)  | Al Farwaniyah     | Ali Al Salem Al Subah         | 7°                 |                                                                                         |

## Classifica Finale
| Pos | Team        | P  | V  | N | P  | GF | GS | DR  | Pts |
| --- | ----------- | -- | -- | - | -- | -- | -- | --- | --- |
| 1   | Al-Qadisiya | 21 | 12 | 4 | 5  | 31 | 23 | +10 | 40  |
| 2   | Kazma       | 21 | 11 | 3 | 7  | 23 | 22 | +1  | 36  |
| 3   | Kuwait SC   | 21 | 10 | 5 | 6  | 34 | 23 | +11 | 35  |
| 4   | Al-Salmiya  | 21 | 8  | 7 | 6  | 25 | 25 | 0   | 31  |
| 5   | Al-Arabi    | 21 | 8  | 6 | 7  | 24 | 18 | +6  | 30  |
| 6   | Al-Naser    | 21 | 7  | 5 | 9  | 24 | 28 | -4  | 26  |
| 7   | Al-Tadamon  | 21 | 4  | 7 | 10 | 18 | 29 | -11 | 19  |
| 8   | Al-Shabab   | 21 | 2  | 7 | 12 | 21 | 34 | -13 | 13  |

Legenda:

      Campione del Kuwait e ammessa alla Coppa dell'AFC 2010

      Ammesse alla Coppa dell'AFC 2010

      Retrocessa in Kuwait Second Division 2010-2011

Tre punti a vittoria, uno a pareggio, zero a sconfitta.